# جرج کورتی
جرج کورتی (مجاری: György Kürthy؛ ‏ ۲۴ فوریهٔ ۱۸۸۲ – ۲۷ دسامبر ۱۹۷۲) بازیگر، صحنه‌پرداز، نویسنده و کارگردان تئاتر اهل مجارستان بود.
از فیلم‌ها یا برنامه‌های تلویزیونی که وی در آن نقش داشته‌است، می‌توان به شبی در ترانسیلوانی و شب‌های روشن اشاره کرد.